# Гладіаторові
Гладіаторові (Malaconotidae) — родина горобцеподібних птахів, що включає 9 родів і 50 видів. Раніше представників цієї родини відносили до родини сорокопудових (Laniidae), однак пізніше гладіаторові були визнані окремою родиною. Вони мешкають в Африці, а один з видів, велика чагра, населяє також південь Аравійського півострова.

## Опис
Гладіаторові — це птахи невеликого і середнього розміру. Вони мають чорне, біле, сіре або коричнювате забарвлення; у деяких видів нижня частина тіла має яскраве зелене, червоне або жовте забарвлення. Деяким видам притаманний статевий диморфіз: самці цих видів яскравіші за самиць.
Гладіаторові мешкають в різноманітних біомах, від саван до густих тропічних лісів. Вони віддають перевагу густим заростям, в яких легко сховатися. Харчуються гладіаторові комахами, ловлячи їх в польоті або пікіруючи на здобич з гілки. Птахи великого розміру також полюють на ящірок, жаб і дрібних ссавців.

## Таксономія
За класифікацією, утвердженою Міжнародним орнітологічним конгресом, виділяють 9 родів і 50 видів:
- Вюргер (Chlorophoneus) — 6 видів
- Кубла (Dryoscopus) — 6 видів
- Гонолек (Laniarius) — 22 види
- Гладіатор (Malaconotus) — 6 видів
- Брубру (Nilaus) — 1 вид (рід монотиповий)
- Чагра (Tchagra) — 4 види
- Червоногорла чагра (Rhodophoneus) — 1 вид (рід монотиповий)
- Чорноголова чагра (Bocagia) — 1 вид (рід монотиповий)
- Бокмакірі (Telophorus) — 3 види